# Волков Дмитро Аркадійович
Волков Дмитро Аркадійович (30 березня 1966 — 16 січня 2025) — радянський плавець.
Бронзовий медаліст Олімпійських Ігор 1988 року на дистанції 100 метрів брасом і в естафеті 4×100 м комплексом, срібний медаліст Олімпійських ігор 1992 року в естафеті 4×100 м комплексом.